# Стадіон імені Мехті Гусейнзаде
Стадіон імені Мехті Гусейнзаде (азерб. Mehdi Hüseynzadə adına Sumqayıt şəhər stadionu) — футбольний стадіон міста Сумгаїт, Азербайджан місткістю 15 350 глядачів. Відкритий в 1966 році. Розташований біля берега Каспійського моря.
Домашня арена футбольного клубу азербайджанської прем'єр-ліги «Сумгаїт», який грає на стадіоні з 2010 року. Раніше на стадіоні грали такі команди з Сумгаїта як «Хазар», «Гянджларбирлії» та «Стандард». Арена має ім'я азербайджанського лейтенанта радянської армії, Героя СРСР Мехті Гусейнзаде.

## Історія
Хоча рішення про будівництво міського стадіону Сумгаїт імені Мехді Гусейнзаде було прийнято в 1954 році, будівництво арени було відкладено і почалося тільки в 1963 році, а введено арену в експлуатацію 1 липня 1966 року. О. М. Ісаєв та Ю. П. Толстоногов були архітекторами арени.
Перший матч на стадіоні імені М. Гусейнзаде відбувся між командою сумгаїтського «Поладу», яка грала у «Групі Б» чемпіонату СРСР, та командою «Біла Калитва». Матч закінчився перемогою господарів 1:0. Єдиний гол у тому матчі забив Тельман Салахов. Перший міжнародний матч на міському стадіоні «Сумгаїт» імені М. Гусейнзаде відбувся в 1982 році між юнацькою командою Азербайджану та збірною Ірану.
У 1985 році на стадіоні відбувся один матч групового етапу молодіжного чемпіонату світу з футболу, який приймав Радянський Союз. У матчі зустрілись збірні Парагваю та Китаю (1:2).
Двічі на стадіоні проходили матчі за Суперкубок Азербайджану з футболу — 1993 і 1995 років.
Стадіон знаходився на реконструкції у 1979—1980 та 1993—1994 роках. Після цього у 2011 році він пройшов косметичний ремонт.